# GRACE (人工衛星)
GRACE(Gravity Recovery and Climate Experiment)は、アメリカ航空宇宙局(NASA)とドイツ航空宇宙センター(DLR)の共同ミッションである。一定距離を保って飛行する同型の衛星2機によって、2002年3月の打上げから2017年10月まで15年にわたり地球の重力場を詳細に観測した。
重力は、質量によって決定される。重力を測定することで、GRACEは地球上にどのように質量が分布しているか、またそれが時間とともにどのように変化しているかを把握可能となる。GRACEによって得られた観測データは、地球の海洋、地質、気候変動の研究に重要な手掛かりを与えた。

## 概要
衛星は、ドイツのEADS アストリアムが"Flexbus"プラットフォームを用いて製造した。マイクロ波システムと高度計、制御システムのアルゴリズムはスペースシステムズ/ロラール、衛星の高度を測定するための恒星カメラはデンマーク工科大学、高精度のBlackJack GPS 受信機やデジタル信号処理システムはジェット推進研究所、重力のデータから大気と太陽風の影響を除去するのに必要な高精度の加速度計はフランス国立航空宇宙研究所でそれぞれ製造された。
GRACEは、テキサス大学の宇宙研究センター、NASAのジェット推進研究所、ドイツ航空宇宙センター、ドイツ地球科学研究センターが共同で開発した。ジェット推進研究所は、全体のミッションのマネージメントを担当した。
開発の責任者はテキサス大学宇宙研究センターのバイロン・タプリー、副責任者はドイツ地球科学研究センターのクリストフ・ライバーであった。
GRACEは、2002年3月17日にプレセツク宇宙基地からロコットで打ち上げられた。
後述する多くの観測成果を上げたGRACEの運用は当初の5年の予定を大きく越えて延長され、後継機を打ち上げて観測期間をオーバーラップさせることが計画されたが、衛星のバッテリーは2013年ごろより劣化を見せ始めた。また打ち上げ時に500kmあった軌道の高度も次第に減衰し、2011年12月時点の予測で2016年には高度300kmを割り込むと見込まれた。
最終的にバッテリーセルの故障により科学観測の実施が不可能となった2017年10月をもってGRACEは運用を終了し、当初計画の3倍となった15年間の観測に幕を下ろした。
レーザー測距儀を搭載し衛星間の距離測定精度を向上させたGRACEの後継機「GRACE-FO（GRACE Follow-On）」が打ち上げられたのは、その翌年2018年5月22日であった。

## 発見

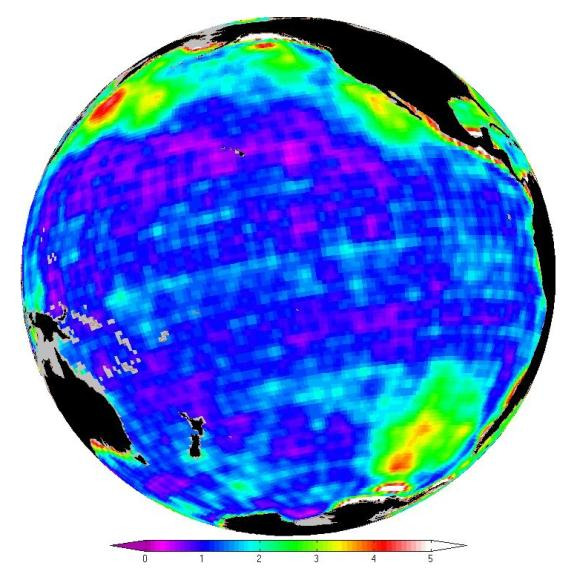
GRACEで測定した海洋底の圧力の変化

GRACEによって作成された月ごとの重力マップは、以前のマップよりも1000倍も正確である。気候に影響を与える現象を研究するための多くの技術の正確性を大幅に改善している。
氷床の薄化から帯水層の水の流れ、地球内部のマグマのゆっくりした流動に至るまで、GRACEによる質量の測定は、これらの重要な自然過程の理解をより深めた。

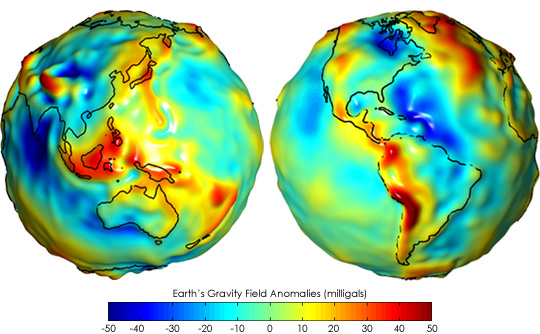
GRACEで測定した重力異常マップ

GRACEのデータの最初の重要な成果の1つは、地球規模の海流の理解がより深まったことである。海面の山や谷は、地球の重力場の流動や変動に起因する。GRACEは、これら2つの作用を分離することを可能とし、海流やそれが気候に及ぼす影響をより正確に測定した。GRACEのデータは、海面上昇について、氷河が溶けたことにより海の質量が増えたことに起因するのか、それとも例えば水の加熱による熱膨張や塩分濃度の変化によるものなのか、その原因を研究するのに重要な役割を果たしている。

GRACEで測定した地上の重力異常

GRACEで測定した海洋上の重力異常

2012年2月の時点で、GRACEによって得られたデータは、これまで得られた中で最も正確な重力測定のデータである。これまでは、「慣性系の引きずり」効果を測定するのに、LAGEOS実験で得られたデータを再解析したデータが用いられていた。2006年、ラルフ・フォン・フレゼとララミー・ポッツのチームがGRACEのデータを用い、南極に約2億5000万年前にできたと考えられる幅480kmのウィルクスランドクレーターを発見した。アマゾン盆地の水循環や後氷期隆起現象の位置や大きさのマップ化にもGRACEのデータが用いられた。また、2004年のインド洋津波を引き起こしたスマトラ島沖地震による地殻の変位の分析にも用いられた。また、GRACEのデータを用いた海底の圧力の新しい計算法が開発された。GRACEの観測を元にした研究により、グリーンランドにおいては氷床の融解によって2002年から2016年にかけ年間で約280ギガトンの氷が流失した（海面0.8mmの上昇に相当）と発表されている。

## GRACEの作動
GRACEは、地球の表面で反射、放出、または地球や大気の内部を通過する電磁波以外のものを測定する、史上初めての地球観測衛星である。その代わりに、このミッションでは、高度500kmの極軌道を約220kmの間隔を置いて飛行する2機間の距離と速度の変化を測定するため、Kバンドのマイクロ波測距システムを用いている。測距システムは、220kmの距離で10μmの距離の変化を検出できるほどの精度を持っている。
2機ずつのGRACE衛星は、地球を1日に15周し、地球の重力の変化を1分毎に測定している。1機の衛星が重力の若干強い重力異常の領域にさしかかると、重力に引かれて後ろの衛星との距離がわずかに長くなる。前方の衛星が重力異常の領域を通過し終わると、再び速度が遅くなり、それと同時に後ろの衛星の速度が速くなり、その後同じ地点で再び遅くなる。
2機の間の距離の変化を常に測定し続け、そのデータをグローバル・ポジショニング・システムからの高精度の位置データと結びつけることによって、地球の重力の詳細なマップを描くことができる。
「トム」と「ジェリー」と渾名された2機の衛星は、お互いの間に常に2本のマイクロ波を維持している。それらの周波数の変化を比較することで、精密な測定が可能となる。衛星自身の動きは、加速度計で測定している。これら全ての情報は地上局に送られる。基線位置の確定と衛星自身の維持管理のため、衛星は恒星カメラ、磁気計、GPS受信機も搭載している。また、地上局からのレーザー測距のため、コーナーキューブも積んでいる。